# C-130J 슈퍼 허큘리스
C-130J 슈퍼 허큘리스는 C-130 허큘리스 수송기를 최근에 확대개량(comprehensive update)한 것이다. 1954년 초도비행한 C-130 허큘리스의 최대이륙중량이 70톤인데 비해, 1996년 초도비행한 슈퍼 허큘리스는 80톤이다.

## 대한민국
대한민국 공군은 4대의 슈퍼 허큘리스를 보유하고 있다. C-130J 슈퍼 허큘리스 수송기 2대가 2014년 3월에 이어 2014년 6월 1일 추가로 인도되었다. 이에 따라 한국은 C-130J를 운용하는 14번째 국가가 됐다.
C-17 글로브마스터III 수송기는 K2 흑표 전차(56톤), AH-64 아파치, UH-60 블랙 호크를 전세계에 즉시 수송할 수 있지만, 허큘리스는 불가능하다.

## 제원 (C-130J)

### 일반
- 승무원: 2명(조종사 2명)

- 수송능력(Capacity):
  - 승객 92명 (C-130J-30 128명) 또는
  - 공수부대 64명 (C-130J-30 92명) 또는
  - 팔레트 6개 (C-130J-30 팔레트 8개) 또는
  - 들것 환자 74명& 의료인력 2명 (C-130J-30 들것 환자 97명)
  - 2 ~ 3대의 험비 , 또는 1대의 LAV-3 (포탑이 제거된) 또는 M113 장갑차
- 적재량: 42,000 lb (19,050 kg) C-130J-30 44,000 lb / 19,958 kg

- 기장: 97 ft 9 in (29.79 m)
- 날개폭: 132 ft 7 in (40.41 m)
- 높이: 38 ft 10 in (11.84 m)
- 날개면적: 1,745 ft² (162.1m²)
- 경하중량: 75,562 lb (34,274 kg)
- 유효 적재량: 72,000 lb (33,000 kg)
- 최대이륙중량: 175,000 lb (79,378 kg)
- 엔진: 4 × 롤스 로이스 AE 2100 D3 터보프롭, 4,637 SHP (3,458 kW) each

### 성능
- 최고속도: 362 kt (417 mph, 671kmh)
- 순항속도: 348 kt (400 mph, 643kmh)
- 항속거리: 3,262 mi (2,835 NM, 5,250 km)
- 실용상승고도(Service ceiling): 28,000 ft (8,615 m) with 42,000 pounds (19,090 kilograms) payload
- 한계고도(Absolute altitude): 40,386 ft (12,310 m)
- 이륙 거리:3,127 ft (953m) 155,000 (70,300 kg) 총중량

## 같이 보기
- 록히드 C-130 허큘리스
- 에어버스 A400M 아틀라스
- 엠브라에르 C-390 밀레니엄
- 산시 Y-9